# 379.ª Divisão de Infantaria (Alemanha)
A 379ª Divisão de Infantaria (em alemão:379. Infanterie-Division) foi uma unidade militar que serviu no Exército alemão durante a Segunda Guerra Mundial.

## Comandantes
| Comandante                          | Data                                     |
| ----------------------------------- | ---------------------------------------- |
| Generalleutnant Ludwig Müller       | ? de março de 1940 - 28 de maio de 1940  |
| Generalleutnant Wilhelm von Altrock | 28 de maio de 1940 - 1 de agosto de 1940 |

## Área de operações
| Alemanha | de março de 1940 - agosto de 1940 |